# دوراهی زندانی
دوراهی زندانی یک مسئلهٔ پایه‌ای و پرکاربرد و یک بازی باصطلاح «مجموع _ غیرصفر» در نظریه بازی‌ها به‌شمار می‌آید و نشان می‌دهد که چطور دو نفر در همکاری برای این که خود به سود بیشتری برسند به خودشان ضرر وارد می‌کنند. این موضوع اولین بار توسط مریل فلود و ملوین درشر در سال ۱۹۵۰ مطرح شد. بعدها آلبرت دابلیوتاکر این مسئله را به عنوان یک معضل رسمی در اقتصاد با عنوان معمای زندانی‌ها (۱۹۹۲، poundstone) به چاپ رساند.
یک مثال کلاسیک که از دوراهی زندانی بیان می‌شود، به شرح زیر است:
دو مظنون توسط پلیس دستگیر شده‌اند پلیس باید شواهد کافی برای محکومیت مظنونین جمع‌آوری کند و برای این کار به صورت جداگانه از مظنونین باز جویی می‌کند. اگر یکی از مظنونین علیه دیگری شهادت دهد و مظنون دیگر سکوت را ترجیح دهد (زندانی‌ای که سکوت را ترجیح داده باصطلاح می‌گوییم -با شریک خود- «همکاری» کرده‌است)، در این حالت مظنون اول آزاد و دیگری که سکوت کرده به یک سال حبس محکوم می‌شود.
اگر هر دو سکوت را انتخاب کنند هر دو زندانی تنها برای یک ماه حبس خواهند کشید.
و اما اگر هر دو علیه دیگری شهادت دهند باید به مدت سه ماه هر زندانی حبس بکشد.
درنتیجه هر زندانی باید بین خیانت و سکوت یکی را انتخاب کند؛ ولی هیچ‌کدام از آن‌ها نمی‌داند که دیگری کدام راه را انتخاب خواهد کرد.
انتخاب زندانیان چگونه خواهد بود؟
اگر ما فرض کنیم هر زندانی برای کم کردن مدت حبس خود یکی از این دو راه را انتخاب می‌کند، می‌توانیم در نظر بگیریم که این بازی یک بازی با مجموع غیر صفر است که هر دو ممکن است یکی از دو گزینهٔ همکاری یا خیانت را انتخاب کنند. در این بازی، مانند دیگر حالت‌های نظریهٔ بازی‌ها نگرانی هر فرد تنها حداکثر کردن بازده خود است، بدون هیچ‌گونه نگرانی نسبت به نتیجهٔ نهایی بازیکن دیگر تعادل منحصربه‌فرد این بازی، راه حل بهینهٔ پارتو است، که در آن انتخاب منطقی هر بازیکن خیانت به دیگری است، هر چند پاداش فردی هر بازیکن در صورتی که همکاری را انتخاب کنند بیشتر خواهد بود.
در فرم کلاسیک این بازی، همکاری دو بازیکن به صورتی است که تعادل تنها راه ممکن برای حداکثر کردن بازده‌است، البته در بعضی از کالاها دولت با اعمال ممنوعیت‌ها و محدودیت‌هایی اجازه همکاری دو بنگاه یا چند بنگاه را برای حداکثر کردن بازده و بالا بردن قیمت می‌گیرد. از آنجا که در هر وضعیت به نظر هر بازیکن خیانت بازی سودمندتر است پس هر بازیکن بدون در نظر گرفتن انتخاب بازیکن دیگر دست به خیانت می‌زند. سرانجام همکاری بین آن‌ها به مرگ منجر می‌شود.
در استفاده گاه گاه، معمای زندانی‌ها ممکن است مطابق معیارهای رسمی کلاسیک نباشد به عنوان مثال: کسانی که دو نهاد فعالیت می‌کنند، می‌توانند مزایای مهم از همکاری بدست آورند و با بالا بردن قیمت و در نهایت حداکثر کردن بازده قصد تشکیل کارتل را دارند، یا ممکن است با سیاست‌های محدودکنندهٔ دولت مواجه شود یا ممکن است با خیانت هر یک از بازیکنان منجر به عدم تشکیل کارتل شود.

## استراتژی کلاسیک برای معمای زندانی‌ها
|                      | زندانی ۲ سکوت می‌کند                    | زندانی ۲ خیانت می‌کند                    |
| -------------------- | -------------------------------------- | --------------------------------------- |
| زندانی ۱ سکوت می‌کند  | هر کدام یک ماه زندانی                  | زندانی ۱ یک سال حبس زندانی ۲ آزاد می‌شود |
| زندانی ۱ خیانت می‌کند | زندانی۱ آزاد می‌شود زندانی ۲ یک سال حبس | هر کدام ۳ ماه زندانی                    |

تصور کنید شما جای بازیکن ۱ هستید؛ اگر بازیکن ۲ تصمیم بگیرد که در مورد ارتکاب جرم سکوت کند، بنابراین بهتر است که شما خیانت کنید به این دلیل که شما آزاد می‌شوید و او به یک سال حبس محکوم می‌شود. همین‌طور اگر بازیکن ۲ تصمیم بگیرد که خیانت کند، باز هم تصمیم منطقی برای شما خیانت در مورد ارتکاب جرم است زیرا شما در این حالت به ۳ ماه و در حالت سکوت به یک سال حبس محکوم خواهید شد. پس استراتژی غالب در مورد تصمیم‌گیری برای شما خیانت است.
به عنوان زندانی شما بدون شک می‌توانید بگویید که 'مهم نیست که زندانی ۲ چه انتخابی کند، برای من بهتر است که خیانت کنم با این حال، اگر بازیکن دیگر نیز به همین ترتیب عمل کند، سپس شما هر دو خیانت می‌کنید و هر دو در بدترین حالت ممکن به ۳ ماه حبس محکوم می‌شوید؛ بنابراین این تصمیم‌گیری به ظاهر منطقی منجر به انتخاب احکام بدتر می‌شود. این مسئله نشان می‌دهد که در تئوری بازی‌ها در یک بازی شبیه به بازی دوراهی زندانی با مجموع غیر صفر، تعادل نش، بهینه پارتو نمی‌باشد.
اگر زندانی‌ها اجازه برقراری ارتباط را با همدیگر داشته باشند، با اعتماد به یکدیگر، هر دو انتخاب عقلانی را سکوت می‌دانند و سپس منجر به کاهش مجازات هر دو می‌شود.

## حالت تعمیم یافته
در این مرحله ما می‌توانیم چارچوب معضل زندانی‌ها را به تئوری بازی‌ها تعمیم دهیم. این وضعیت از تئوری بازی‌ها در آزمایش‌های اقتصاد تجربی مورد استفاده قرار می‌گیرد. قوانین زیر وضعیت واقعی از بازی را محقق می‌کند.
فرض کنید دو بازیکن و یک بانکدار وجود دارد. هر بازیکن دارای مجموعه‌ای از دو کارت است که روی یکی از کارت‌ها کلمه همکاری چاپ شده و روی دیگری کلمه نقض همکاری چاپ شده‌است.
هر بازیکن یک کارت را به صورت برعکس جلوی بانکدار می‌گذارد البته این در حالتی است که هر بازیکن نمی‌داند دیگری چه کارتی را انتخاب می‌کند.
دو بازیکن داریم، قرمز و آبی اگر بازیکن قرمز همکاری و بازیکن آبی نقض همکاری را انتخاب کند، امتیاز بازیکن قرمز ۵ و بازیکن آبی ۰ خواهد بود. اگر هر دو همکاری را انتخاب کنند هر دو امتیاز ۳ را بدست می‌آورند و اگر هر دو نقض همکاری را انتخاب کنند به امتیاز ۱ خواهند رسید.
ماتریس نشان دهنده انتخاب‌های این دو بازیکن به شرح زیر است.
نتیجه نهایی ماتریس نمونه:
|            | همکاری | نقض همکاری |
| ---------- | ------ | ---------- |
| همکاری     | ۳ و ۳  | ۰و ۵       |
| نقض همکاری | ۵ و ۰  | ۱ و ۱      |

در حالت برد و باخت ماتریس اینگونه‌است:
|            | همکاری                 | نقض همکاری            |
| ---------- | ---------------------- | --------------------- |
| همکاری     | برد - برد              | باخت بیشتر- برد بیشتر |
| نقض همکاری | برد بیشتر – باخت بیشتر | باخت – باخت           |

نتیجه نهایی ماتریس کنونیکال:
|            | همکاری | نقض همکاری |
| ---------- | ------ | ---------- |
| همکاری     | R,R    | T, S       |
| نقض همکاری | S, T   | P, P       |

- T نتیجه برد در انتخاب نقض همکاری
- R نتیجه برد در انتخاب همکاری متقابل
- P نتیجه باخت در انتخاب نقض همکاری توسط هر دو بازیکن
- S نتیجه باخت در انتخاب همکاری

## T>R>P>S
برای تعریف معمای زندانی‌ها به نامعادلهٔ زیر توجه فرمایید: این شرایط تضمین می‌کند که نتیجه تعادل ارتداد است، اما این همکاری بهینه پارتو به حساب نمی‌آید.

## رفتارهای انسانی در معمای زندانی‌ها
در یک آزمایش تجربی بر اساس معمای زندانی‌ها فقط ۴۰٪ شرکت کنندگان در بازی همکاری را انتخاب کردند. ( به عبارتی سکوت را ترجیح دادند)

## نمونه‌هایی از دنیای واقعی
این نمونه‌های خاص مربوط به زندانی‌ها و جعبه انتخاب‌های آن‌ها می‌شود و به این ترتیب ممکن است ساختگی به نظر برسد اما در واقعیت نمونه‌های بسیاری در تعادل انسان و فعل و انفعالات در طبیعت وجود دارد که نتیجه نهایی آن همان ماتریس می‌شود. معمای زندانی‌ها علاوه بر علوم اجتماعی مانند اقتصاد، سیاست و جامعه‌شناسی در علوم تجربی مانند علوم زمین‌شناسی، زیست‌شناسی و… مورد استفاده قرار می‌گیرد. بسیاری از فرایندهای طبیعی مشتق شده از مدل‌هایی که در آن موجودات زنده در بازی‌ها بی پایان از جمله معمای زندانی‌ها درگیر هستند، می‌باشد.
این کاربرد گسترده از معمای زندانی‌ها نشان می‌دهد که این بازی اهمیت قابل توجهی دارد.

### در سیاست
در علوم سیاسی، به عنوان سناریوی معمای زندانی‌ها اغلب برای نشان دادن مشکل دو کشور درگیر مسابقه تسلیحاتی مورد استفاده قرار می‌گیرد. به این دلیل که هر ۲ انتخاب دارند که یکی افزایش هزینه‌های نظامی و دیگری توافق برای کاهش سلاح است. هر کدام از دولت‌ها از توسعه نظامی سود می‌برند، صرف نظر از آنچه که دولت‌های دیگر انجام می‌دهند، بنابراین آن‌ها هر دو با سرعت به سمت گسترش نظامی می‌روند. پارادوکس این است که همه دولت‌ها اقدامات خود را منطقی می‌دانند، اما در نتیجه متوجه می‌شوند که غیر منطقی عمل کرده‌اند؛ و این ممکن است منجر به نظریه باز دارندگی شود.

### در علوم زیستی
در مطالعات زیست‌محیطی، معمای زندانی‌ها در بحران‌ها از جمله تغییرات آب و هوایی جهانی آشکار است. همه کشورها از آب و هوای پایدار سود می‌برند، اما یک کشور مستقل با تردید برای محدود کردن انتشار گاز co۲ تصمیم می‌گیرد.
سود فوری برای کشوری است که به صورت فردی به حفظ رفتار فعلی اقدام می‌کنند و سود احتمالی به همه کشورهایی که اگر رفتارشان را تغییر دهند می‌رسد.
در برنامه مدیریت و توسعه فناوری، معمای زندانی‌ها شامل رابطه بین مشتری و توسعه دهنده می‌شود مورد بررسی کاپیتان دن وارد افسر نیروی هوایی آمریکا، معضل مدیریت برنامه در مقاله‌ای در مجله Defence AT&L مورد بررسی قرارداد.

### در حیوانات
همکاری حیوانات با یکدیگر در خیلی از مثال‌ها را می‌توان مصداقی از دوراهی زندانی دانست. اغلب اوقات حیوانات همکاری‌های بلندمدت با یکدیگر برقرار می‌کنند که می‌تواند به صورت مشخص‌تری به صورت یک دوراهی زندانی تغییریافته طبقه‌بندی شود. به عنوان مثال انواعی از ماهی‌های هستند که با یکدیگر شنا می‌کنند و شکارچیان را به صورت گروهی شناسایی می‌کنند و یادگرفته‌اند که اعضای گروه که به این کار کمک نمی‌کنند را مجازات کنند. خفاش‌های خون‌آشام حیوانات اجتماعی هستند که به تعامل دوطرفهٔ غذا با یکدیگر دست می‌زنند. فرمول‌های دوراهی زندانی می‌تواند دلیل این کار را در این پدیده تبیین کند.
- همکاری / همکاری: «پاداش: من در روزهای بدشانسی خون از دیگران می‌گیرم که جلوی گرسنگی شدیدم را می‌گیرد. من باید در روزهای خوش‌شانسی‌ام به دیگران خون بدهم که برایم خرج زیادی تولید نمی‌کند.»
- عدم همکاری / همکاری: «وسوسه: تو جان من را در روز سختی نجات داد. ولی من در موقعیتی قرار گرفته‌ام که می‌توانم هزینهٔ ناچیز کمک به تو را در روزهای خوش‌بیاری‌ام نپردازم.»
- همکاری / عدم همکاری: «جریمهٔ ساده‌لوحی: من جان تو را در روز خوش‌شانسی خودم نجات دادم، ولی تو به من در روز خوش‌شانسی خودت غذا نمی‌دهی و من در معرض گرسنگی شدید قرار می‌دهی.»
- عدم همکاری / عدم همکاری: «مجازات: من لازم نیست هزینهٔ ناچیز غذا دادن به تو را در روزهای خوبم بپردازم ولی در روزهای بدبیاری خطر گرسنگی شدید را باید بپذیرم».

### در علوم اجتماعی
در جامعه‌شناسی و جرم‌شناسی، این معضل ممکن است به معضل واقعی روی دو زندانی کاربرد داشته باشد نظریه‌پرداز مارک کمینسکی، زندانی سیاسی سابق، تجزیه و تحلیل عوامل مؤثر در نتیجه نهایی معمای زندانی‌ها در بازی دادستان ممکن است عوامل دیگری وجود داشته باشد که بازی را به صورت معمای زندانی‌ها هدایت نکند، در واقع خواص بالقوه معمای زندانی‌ها را مورد بررسی قرار داد.

### در اقتصاد
در بازاریابی و تبلیغات در بعضی از مواقع با معمای زندانی‌ها روبرو می‌شویم. فرض کنید دو تولیدکننده سیگار برای جلب مشتری تبلیغات خود را بیشتر کنند. شرکت ۱ برای تبلیغات و اثر بخشی بیشتر تبلیغات هزینه‌های تبلیغات خود را بیشتر می‌کند، در جواب شرکت ۲ نیز هزینه‌های خود را بیشتر می‌کنند، به همین ترتیب این دو شرکت در رقابت با هم به همدیگر ضرر می‌رسانند. اگر این دو شرکت با توافق تبلیغات خود را کاهش دهند هزینه‌های آن‌ها کمتر می‌شود و به نقطه مطلوبتری از منافع می‌رسند. حال فرض کنید تولیدکنندگان سیگار در بازار بیش از دو شرکت باشند وضعیت بازار از حالت قبل نیز بدتر خواهد شد. بهترین استراتژی برای رسیدن به حداکثر بازده تشکیل اتحادیه و کارتل است، اتحادیه‌ای که به‌طور مثال قوانینی وضع کند که تولیدکنندگان را در تبلیغات یا هر مورد دیگری با محدودیت روبرو سازد. البته سیاست‌های دولت نیز می‌تواند به نوعی نقش قوانین کارتل را بازی کند.

## بازی‌های مرتبط

### دوراهی زندانی‌های نامتقارن
بازی‌های کلی‌تری وجود دارند که غیر قرینه هستند. مشابه دوراهی زندانی‌ها، بهترین نتیجه همکاری است و بازیگرها برای نقض کردن بازی انگیزه دارند. بر خلاف دوراهی زندانی متقارن، در این حالت، یکی از دو بازیگر چیز بیشتری برای بدست‌آوردن یا از دست دادن دارد. این نوع بازی به صورت یک دوراهی زندانی توصیف شده‌است که در آن زندانی یک غیبت هنگام وقوع جرم (بهانه) دارد برای همین به آن بازی غیبت هنگام وقوع جرم هم گفته می‌شود.
در آزمایش‌ها بازی‌کنانی که پاداش‌های نابرابر در بازی‌های مستدام می‌گیرند ممکن است دنبال آن بیفتند که سود خودشان را به نهایت برسانند ولی تنها در صورتی که هر دو سمت پاداشی برابر دریافت کنند. این امر ممکن است باعث به موازنه رسیدن و پایداری استراتژی‌ای شود که در آن بازیگری که در موضع ضعف قرار دارد در هیچ‌یک از بازی‌ها همکاری نکند در حالی که دیگری همیشه بخواهد بازی کند. این رفتار ممکن است وابسته به آزمایش‌های هنجارهای اجتماعی و عدالت باشد.